# Momedossa longipedis
Momedossa longipedis är en kräftdjursart som beskrevs av Saskia Brix 2007. Momedossa longipedis ingår i släktet Momedossa och familjen Desmosomatidae. Inga underarter finns listade i Catalogue of Life.